# XXIII koncert fortepianowy (KV 488)
XXIII koncert fortepianowy A-dur (KV 488) – koncert na fortepian i orkiestrę skomponowany przez Wolfganga Amadeusa Mozarta, ukończony 2 marca 1786.

## Budowa
Utwór składa się z trzech części:
1. Allegro – temat główny w A-dur, temat poboczny w E-dur[1]
2. Adagio – w tonacji fis-moll, w rytmie siciliany[1]
3. Allegro assai[2]

Czas trwania utworu wynosi ok. 28 minut.